# Агван-Балдан
Агван-Балдан (монг. Занагийн Агваанбалдан; 1797—1864) — крупнейший представитель монгольской философской мысли XIX века.

## Биография
Родился осенью 1797 года в хошуне Хардал-жанжин-бейсе Сэцэн-ханского аймака во Внешней Монголии (ныне сомон Галшар аймака Хэнтий) в семье небогатого скотовода Заны и его жены Сэвжид. С ранних лет отличался сообразительностью, буддийское образование начал с 6 лет; обучился мадхьямике и парчину в Гандантэгченлине в Их-Хурэ, путешествовал по Тибету, Китаю, Кукунору и Внутренней Монголии, чтобы углубить свои знания. В 1831 году в Лхасе защитил титул линсрай-габджу. Согласно описанию его ученика Жигмэддоржа:

Когда он защищался на степень габджу, то, несмотря на то, что, чтобы почтить, поучиться у него и проверить его, набралось участвовать множество мудрецов, он на протяжении многих суток тягался в знании с этими именитыми знатоками, и поскольку его аргументы были неопровержимы, эти многочисленные знатоки, прибывшие из далёких дацанов, прославляли его и хвалили. Он был скор на ответ, бодр и свеж телом, а оттенки его голоса удивительны; был величествен и проницателен. Тем самым он тронул сердца и простаков, и мудрецов, и гул их одобрения был подобен звучанию музыки.
— Их хүрээний Цорж, Линсрай гавж Агваанбалдан
В 1836—1847 годах Агван-Балдан выполнял обязанности цорджи Их-Хурэ, курируя все вопросы, связанные с буддийским знанием и образованием, и стал известен как Балдан-цорджи, Тунгалаг-цорджи.
Его перу принадлежит 96 крупных и малых сочинений, написанных на тибетском языке и составленных в 6 томов; на сегодняшний день сохранилось более 30 из них в 4 томах. Многие его короткие комментарии вошли в учебники по философии, использовавшиеся при монгольских и тибетских буддийских монастырских училищах.

## Некоторые известные работы
- Описание ступеней и путей четырех тантрийских систем «Великого сокровенного Учения, делающее ясными тантрийские тексты» — учебник по Ануттара-йога-тантре в школе гелуг (вышел на русском в 2007 году[2])
- «Кладезь счастья для определенных мудрецов, объясняющий некоторые вопросы высочайшей Абхидхармакоши» — комментарий на «Абхидхармакошу»
- «Золотой ключ, делающий различение пяти скандх»
- Собрание толкований подлинного смысла «Имясловия святого Манджушри», называемое «Благозвучие белого лотоса» — комментарий на тантру «Манджушринамасамгити»[3]
- «Достояние просветлённых учеников, развязывающий трудный узел смысла комментариев философских взглядов» — комментарий к историко-философскому трактату Жамьян Шепа Дордже «Трактовка сиддханты».